# 배성우 (가수)
배성우(1967년 ~ )는 대한민국의 가수이다. 자신보다 1살 어린 동료 가수 탁재훈과는 본명(本名)이 동명이인(同名異人)이기도 하다.

## 이력
1985년 언더그라운드 라이브 클럽에서 록 음악 가수 첫 데뷔하였으며 이후 1987년부터 1990년까지 육군 사병으로 군 복무를 이행하고 1992년 《배성우 1집》을 발표하여 정식 데뷔하였으며 1집 발표한 이 당시 《아름다운 우리》, 《너와 슬픈 이별을 하던 날》, 《나의 작은 천사여》라는 노래 작품이 대중적 히트하였다. 3년 후 1995년에 《배성우 2집》을 발표하였고 이 당시에는 《이젠》, 《두 번째 연인》, 《암시》라는 노래 작품이 히트하였으며 이후 레코드 기업가로 활약하는 한편 기타리스트로도 콘서트 무대에서 활약을 하다가 2004년에는 《신승훈 9집》에 음반 디렉터와 기타리스트로도 참여하였다.

## 디스코그래피

### 정규 솔로 앨범
- 1992년 《배성우 1집》
- 1995년 《배성우 2집》

## 같이 보기
- 신승훈
- 탁재훈